# Adud ad-Daula
Adud ad-Daula (tudományos átiratban ʿAḍud ad-Dawla, arab betűkkel عضد الدولة), eredeti nevén Abu Sudzsá Fanná Huszrau (tudományos átiratban Abū Šuǧāʿ Fannā Ḫusraw, arab betűkkel أبو شجاع فناخسرو; Iszfahán, 936. szeptember 24. – Bagdad, 983. március 26.) a dajlami származású Buvajhidák dinasztiájának legjelentősebb tagja, Mezopotámia és Irán nagy részének egyesítője volt. 949-től Fársz, 968-tól Kermán és 978-tól egész Mezopotámia emírje volt, de birodalmához tartozott Omán is, és főségét elismerte az aleppói és a dzsibáli fejedelemség is. 

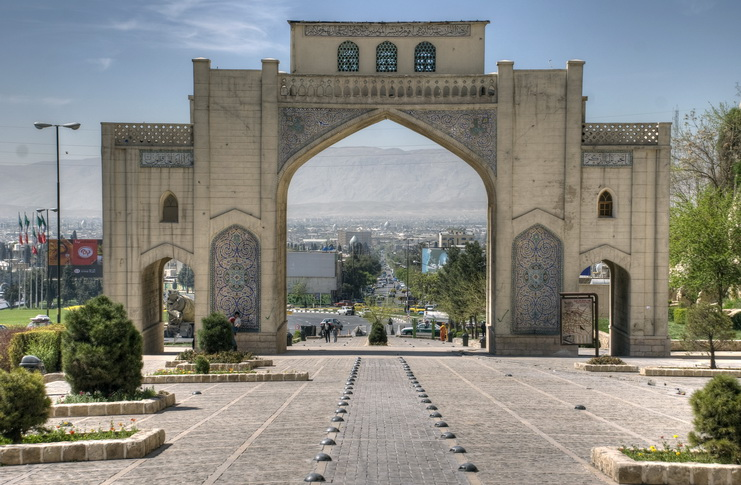
A Korán-kapu Sirázban

## A fárszi uralom
A Buvajhidák szerencséjét megalapozó Ali ibn Búja 934-re stabilizálta hatalmát Fársz felett. Fivére, al-Haszan ibn Búja 935-től kezdve harcolt az Észak-Irán nagy részét ellenőrző Zijáridák ellen, és hosszas harc árán 947-re szilárdította meg a hatalmát a Dzsibál néven ismert térségben (főbb települései: Iszfahán, Hamadán és Rajj). Öccsük, Ahmad 946-ban pedig Bagdad és Dél-Mezopotámia ura lett, a tényleges hatalommal nem rendelkező kalifa pedig főemírré nevezte ki, és mindhárom fivérnek tiszteleti neveket adott: Ali Imád ad-Daula („a dinasztia támasza”), al-Haszan Rukn ad-Daula („a dinasztia pillére”), Ahmad pedig Muizz ad-Daula („a dinasztia megerősítője”) néven vonult be a történelembe.
Rukn ad-Daula legidősebb fia volt a 936-ban született Fanáhuszrau, akit gyermektelen nagybátyja, Ali utódjául szemelt ki. Halála közeledtét érezve 949-ben sirázi udvarába hívatta unokaöccsét, és nyilvánosan örökösének ismerte el. Imád ad-Daula 949 novemberében halt meg, a tizenhárom éves Fanáhuszrau ellen pedig azonnal lázadás robbant ki, amit azonban apja és nagybátyja segítségével levertek, így megőrizhette a trónját; igaz, apja egyúttal saját birtokaihoz csatolta Arradzsán környékét. A kezdeti lázadást követően a fiatal fejedelem békében uralta Fárszot. Az államigazgatást az apjától érkező tudós vezír, Ibn al-Amíd irányította. Első ismert hadjáratát 954/955 folyamán vezette apja megsegítésére, egy iszfaháni lázadás leverésére. A kalifától 962-ben kapta meg az Adud ad-Daula címet („a dinasztia ereje”). 966-ban támogatta Muizz ad-Daulát az Omán elfoglalására indított expedíciója során.

## Az első hódítások: Kelet-Irán és Omán
Fársz keleti szomszédja a kermáni fejedelemség volt, amit az Iljászidák uraltak. A terület meghódításával már a 930-as években megpróbálkozott a későbbi Muizz ad-Daula, de csúfos kudarcot vallott. Az új lehetőség 967-ben érkezett el, amikor viszály robbant ki Abu Ali Muhammad ibn Iljász és fiai között. 968-ra Adud ad-Daula egész Kermánt elragadta, mire a szomszédos Szisztán ura, a szaffárida Abu Ahmad Halaf ibn Ahmad elismerte a főségét. A kelet-iráni status quo megváltozása beavatkozásra késztette a Transzoxániát és Horászán nagy részét uraló Számánidákat, ám az Ibn Iljász fia, Szulajmán megsegítésére küldött seregük vereséget szenvedett. 970 végén így jártak korábban Iljászidákat támogató kúcs-beludzsik is.
Adud ad-Daula ekkor hosszú hadjáratra indult Makránba (a mai Délkelet-Irán és Dél-Pakisztán területén), melynek során számos nomád törzset hódoltatott, és sokukat az iszlám felvételére késztette. Az expedíció végállomása Hormoz volt a Perzsa-öböl partján. A törzsek hűségesküje azonban sok esetben álságos volt, ezért 971 augusztus-szeptembere folyamán büntetőhadjáratot indított a beludzsik ellen, akik 972 januárjában végleg vereséget szenvedtek. Ezt követően a fejedelem parasztokat telepített a térségbe, hogy velük ellensúlyozza a tartomány nomádjait. Sikerei hatására ő és apja is békét kötött a mindaddig ellenséges Számánidákkal, amelyben évi 150 000 dénáros sarc kifizetését vállalták. Ezzel a keleti végeket sikerült biztosítani. Csak 975-ben volt szükség újabb kermáni hadjáratra, amikor egy lázadó számánida tiszt elragadta Bam városát, illetve egy iljászida Dzsiroftban próbált meg önállósodni.
A dinasztiaalapító testvérek közül a mezopotámiai Muizz ad-Daula halt meg másodikként 967 folyamán. Utódja a fia, az elkényelmesedett és hadseregének vezetőjével rossz viszonyban lévő Izz ad-Daula Bahtijár lett. A bagdadi hatalomváltás nyomán az addig innen irányított Omán Adud ad-Daula kezére került, de rövidesen lázadás tört ki, amely elűzte a katonáit. A fejedelem válaszul keleti hadjáratával párhuzamosan csapatokat küldött a Perzsa-öböl túlpartjára is, amelyek a 970-es évek elején elfoglalták Szuhár városát és a környező hegyvidéki régiót ellenőrzésük alá vontak.

## A nyugati kísérlet
974 júliusában Szabuktakín, Izz ad-Daula török származású főparancsnoka fellázadt ura ellen, aki Vászit városába szorult vissza. A bajba jutott fejedelem segítséget kért rokonaitól, és a családfő, Rukn ad-Daula a fiát, Adud ad-Daulát bízta meg a beavatkozással. A Bagdadot elfoglaló törökök már Vászitot fenyegették, amikor a fárszi fejedelem megérkezett. 975. január 30-án egyesített erővel legyőzték a törököket, akiket Szabuktakín halálát követően Alptakín vezetett. A dijálai csatavesztést követően a megmaradt lázadók Szíriába menekültek. Adud ad-Daula azonban nem érte be ennyivel: március 12-én elérte, hogy unokatestvére lemondjon a főemírségről és az ezzel járó mezopotámiai uralomról az ő javára.
Bahtijár azonban rövidesen visszaszerezhette trónját: a család feje, Rukn ad-Daula ugyanis felháborítónak tartotta az eljárást, és felszólította saját fiát, hogy restaurálja unokatestvére hatalmát és vonuljon haza. Tekintélye olyan nagy volt, hogy Adud ad-Daula engedelmeskedett a parancsnak, noha apjánál jóval nagyobb és erősebb állam erőforrásaival rendelkezhetett. A bagdadi eseményeket követően, 976-ban Rukn ad-Daula és fia találkozott Iszfahánban, az előbbi területén, ahol széles nyilvánosság előtt Adud ad-Daulát jelölte ki a családfői rang és a vele járó nagykirályi (sáhánsáh) cím örököséül. Fanáhuszrau jelenlévő fivérei, a későbbi Fahr ad-Daula és Muajjid ad-Daula elfogadták fivérük fennhatóságát.

## Mezopotámia meghódítása
Izz ad-Daulát, aki unokatestvére helyetteseként kapta vissza a trónját, nyugtalanította az iszfaháni bejelentés híre, ezért a családi békén őrködő öreg dzsibáli fejedelemhez fordult, hogy garanciát kapjon tőle területeinek megtartására. Ezzel azonban nem ment semmire, ugyanis Rukn ad-Daula 976 szeptemberében elhunyt. A dzsibáli területeken két fia osztozott: Muajjid ad-Daula Iszfahánt és környékét örökölte, Fahr ad-Daula pedig Hamadánt. A konfliktus rövidesen bekövetkezett: Izz ad-Daula szövetségre lépett Fahr ad-Daulával, a Kermánsáh környéki kurdokat vezető Haszanavajh al-Barzíkánival és a dél-iraki mocsárvidéket uraló Imrán ibn Sáhínnal, egyúttal megtagadta Adud ad-Daula felsőbbségének elismerését, és seregével Huzesztánba vonult. Az ellene támadó Adud ad-Daula 977. július 1-jén vereséget mért rá Ahváznál, mire előbb a mocsárvidékre, majd Vászitba menekült. Unokatestvére nem azonnal kezdte üldözni, hanem előbb bevette Baszrát. Eközben Izz ad-Daula az idegösszeomlás szélére került, katonái pedig nagy számban dezertáltak tőle, így végül további harc nélkül lemondott. Adud ad-Daula novemberben vonult be Bagdadba.
Hogy eltávolítsa kellemetlen rokonát, Szíria meghódítására küldte. Ő ehelyett északra vonult, ahol szövetkezett Uddat ad-Daula moszuli hamdánida fejedelemmel, és együtt megtámadták Adud ad-Daulát, aki azonban 978. május 29-én döntő vereséget mért rájuk Szamarra közelében, Kaszr al-Dzsussznál. Bahtijár nem kapott újabb esélyt: fogságba esett és kivégezték. A hadjárat pedig nem állt le. A rengeteg ellátmánnyal és a terepet ismerő emberekkel kiegészített buvajhida csapatok június 23-án bevonultak Uddat ad-Daula fővárosába, Moszulba. A korábbi évtizedekben elég gyakran megtörtént, hogy buvajhida csapatok foglalták el a várost, a Hamdánidák azonban mindeddig meg tudták őrizni hatalmukat, hála távoli, hegyvidéki bázisaiknak és az őket támogató nomádoknak. Adud ad-Daula azonban nem kegyelmezett: szisztematikusan tovább üldözte az északnyugat felé menekülő fejedelmet. Három hónapos ostrommal annak második fővárosa, a Dijár Bakr-i Majjáfárikín is a kezébe került december 6-án. A számottevő sereg és hazai bázis nélkül maradó Uddat ad-Daula megpróbált tárgyalni, de a kemény feltételek hallatán 979-ben Szíriába távozott szerencsét próbálni. Unokatestvére, az aleppói fejedelemséget uraló Szaad ad-Daula közben elismerte Adud ad-Daula főségét, mire a buvajhida fejedelem jutalomképpen átadta neki a frissen meghódított Felső-Mezopotámia legnyugatibb tartományát, Dijár Mudart, leszámítva a legfontosabb települését, Rakkát.

## A hatalom csúcsán

### Birodalmi ambíciók: az iszlám királya
Miután Adud ad-Daula bevonult Bagdadba, at-Tái kalifa fogadta őt és kinevezte főemírré, emellett felruházta a Tádzs al-Milla („a Felekezet Koronája”) címmel, és a korábbiaktól eltérő módon két lobogót adott neki hatalmi jelvényként. A főemírség elvileg az összes, Bagdadból kinevezett emír (eredetileg helytartó, később fejedelem) felett hatalmat biztosított viselőjének, azonban ez már a cím megalkotásakor sem volt igaz. A Buvajhidák esetében csupán azt jelezte, hogy ők Irak urai és ők tartják hatalmukban a kalifát. A családon belüli főséget a perzsa nagykirályi (sáhánsáh) cím jelölte, amit a rangidős családtag viselt: ezt még az apjától, Rukn ad-Daulától örökölte meg. Adud ad-Daula azonban mind a hagyományos muszlim államrendet, mind az állami szempontból nagyjából konföderációt alkotó családon belül addig uralkodó rendszert meg kívánta haladni. Ezt azzal fejezte ki, hogy egy teljesen új címet vett fel: ő lett az „iszlám királya” (malik al-iszlám). A „király” titulust mindaddig csupán a nem muszlim, illetve a kalifátust nem elismerő uralkodók számára tartották fenn.
Az uralom újszerűsége több területen jelentkezett. Elődeivel ellentétben, akik csupán a had- és pénzügyek felett rendelkeztek, megpróbált beavatkozni a vallás területén is – távlatosan ez azzal kecsegtetett, hogy az addig csupán végrehajtóként működő fejedelem törvényhozó hatalmat is kapjon, ám Adud ad-Daula csak addig jutott el, hogy néhány személycserét hajtott végre (pl. a főkádit a hozzá hű sirázi bíróval váltotta fel, az Alidák vezetőit pedig bebörtönöztette), kihasított egy részt a vallási adományokból, illetve erőteljesen fellépett az iszlámon belüli és vallások közti villongások ellen. Újszerű volt az önálló, kalifától független külpolitika, amit egyrészt a keresztény Bizánci Birodalom, másrészt a síita Fátimida Kalifátus irányába folytatott. Végül kiemelhetőek központosító, államhatalmat megerősítő intézkedései is, amelyek a korábbinál jóval nagyobb mozgásteret biztosítottak számára a területein. Elődeinél és utódainál jóval nagyobb erőforrásokra támaszkodhatott elképzelései megvalósításában, ám az idő rövidsége miatt koncepciója nem verhetett gyökeret, és ő sem tudott lényegi változásokat végrehajtani.

### Rendteremtés
A nyugati határról visszatérve Adud ad-Daula gondoskodott a Hamdánidák számos kisebb-nagyobb hegyi erődjének elfoglalásáról, amivel végleg megakadályozta a dinasztia esetleges restaurációját a térségben, amellett rátehette a kezét Uddat ad-Daula itt rejtegetett vagyonára is. 979 júniusában tért vissza Bagdadba. Míg ő maga rövidesen keletre indult, három sereget indított útnak, hogy megteremtse Mezopotámia belső békéjét: egyet északkeletre, Sahrazúr felé a Banu Sajbán, egy másikat nyugatra, Ajn at-Tamr irányába a Banu Aszad, a harmadikat pedig délre, a mocsárvidék felé a helyi karmatik ellen, akiket Imrán ibn Sáhín fia vezetett. A két beduin törzset sikerült is pacifikálni, de a mocsarakba húzódó, a környéket dúló-fosztogató szektásokkal Adud ad-Daula vezírje sem bírt, és öngyilkosságot követett el. Később egy, a zarándokokat fosztogató nomád csoportra is lecsapott, és a Moszul környékén élő Ukajl-törzset is szoros felügyelet alatt tartotta. Közben a fővárosi feszültségeket is csökkentette: megtiltotta, hogy a polgári lakosság fegyvereket tartson, illetve szigorúan fellépett a korábban veszélyes mértéket öltő szunnita-síita viszálykodás ellen. Erélyes fellépésével sikerült helyreállítania az unokatestvére alatt megromlott közbiztonságot.

### Központosított államigazgatás
Bagdadi bevonulásakor leváltotta a főkádit, Ibn Maarúfot, akit bebörtönöztek. Utódja a sírázi kádi, Abu Szaíd Bisr ibn Huszajn lett, aki nem hagyta el székhelyét, hanem helyetteseit küldte Bagdadba. Az Izz ad-Daula és Uddat ad-Daula elleni hadjáratok során a zoroasztriánus Abu Szahl Szaíd ibn Fadl al-Madzsúszi helyettesítette a fővárosban, visszatérésétől fogva viszont addigi sírázi vezírje, a keresztény Naszr ibn Hárún mellé kinevezett egy második vezírt is Mutahhar ibn Abdalláh személyében. Mellettük egy vezírhelyettes szolgálta a fejedelem és a kormányzat közti kapcsolattartást, aki a bagdadi vezír 979/980-ban történt öngyilkosságát követően elfoglalta annak pozícióját. Ekkortól egyértelműen a bagdadi minisztert tekintették magasabb rangúnak, és nem neveztek ki új helyettest.
A szilárdan kézben tartott államigazgatás lehetővé tette a pénzügyi helyzet rendezését. Nem hagyott fel a néhány évtizede létező gyakorlattal, amely a katonatiszteket földbirtokok adószedési jogával fizette ki zsold helyett (iktá), de szoros ellenőrzés alatt tartotta a rendszert, hogy az állami járandóságokkal ne lehessen visszaélni. Az összes földadót megemelte 10%-kal, és új központi hivatalt (dívánt) hozott létre a mezőgazdaságból származó bevételek behajtására és kezelésére. A kegyes adományok (vakf) ellenőrzését is állami hivatalra bízta, és nem habozott a belőlük származó bevételek nagy részét az államkincstárba irányítani. Megemelte a vámokat, új adókat vetett ki a hátasállatokra, a selyem- és jégkészítő műhelyeket pedig állami tulajdonba vette, és korlátozták a termékeikkel üzletelő kereskedők számát. A malmok bevételeinek nagy részét is elvette, a molnárok számára csak bizonyos részt hagyott meg. Ezek az intézkedések, ha sérelmesek is voltak a lakosság széles csoportjaira nézve, komoly bevételnövekedést eredményeztek, ami lehetővé tette a hadsereg és hivatalnokréteg rendszeres fizetését. A korábban gyakran akadozva érkező zsoldot Adud ad-Daula idején nem egyszerre, hanem naponta más-más csapattestnek osztották ki, így elkerülve, hogy a kincstár pénzszűkébe kerüljön.

### Külpolitika
979 júniusa folyamán Adud ad-Daula dzsibáli fivére, Fahr ad-Daula ellen vonult. Ellenfele a túlerő elől előbb Kazvinba, majd a számánida Nisápurba menekült, közben serege jelentős része elhagyta. Adud ad-Daula ezután Kermánsáh élére a korábban elhunyt Haszanavajh Badr nevű fiát nevezte ki, majd 980 október-novembere folyamán megszállta Hamadánt és a környékét, amit átadott végig lojális fivérének, Muajjid ad-Daulának. Őt később csapatokkal is támogatta a Fahr ad-Daulának menedéket adó Zijáridák és Számánidák ellenében – korábban utóbbiak nisápuri parancsnokát, bizonyos Ibn Szímdzsúrt megpróbálta átállítani a saját oldalára –, sőt kalifai kinevezést is kieszközölt neki a zijárida kézben levő Tabarisztán és Gorgán élére, amit 981-re sikerült is elfoglalnia.
Miután 978 végén elfoglalta Majjáfárikínt, a szomszédos bizánci területről a városba menekült Bardasz Szklérosz, a korábban Anatólia jelentős részét ellenőrzése alatt tartó lázadó. Szklérosz szövetséget ajánlott Adud ad-Daulának, akitől a konstantinápolyi követek a lázadó letartóztatását és kiszolgáltatását kérték. A buvajhida emír őrizetbe vette és Bagdadba szállította Szkléroszt és híveit, majd 981/982-ben követet küldött II. Baszileiosz udvarába. Őt egy újabb megbízott követte 982/983-ban, aki három hónapig tartózkodott Konstantinápolyban, és megállapodott egy tíz évre szóló békeszerződésben. (Ő maga ugyan nem háborúzott Bizánccal, de a Szklérosz-felkelés előtt a görögök rendszeresen dúlták a Dzsazírát, emellett rendezésre szorult volt a Bizáncnak adót fizető, ám Adud ad-Daulának is hűséget esküdő Szaad ad-Daula aleppói emírségének helyzete.) A betegeskedő fejedelem már nem tudta befejezni a tárgyalásokat, de körlevélben közzétették az addigi eredményeket.
Bizánc mellett a kor harmadik meghatározó hatalmával, az iszmáilita síita Fátimida Kalifátussal is rendszeres kapcsolatokat ápolt. Bár a fátimida propagandistákat és misszionáriusokat felforgatás miatt kiűzte Bagdadból, Al-Azíz fátimida kalifával folytatott levelezésének fennmaradt darabjaiból kitűnik, hogy 980 körül Bizánc megtámadását tervezte, és ehhez megpróbálta megnyerni a Szíria mind nagyobb részét ellenőrző Fátimidák támogatását is. Ennek érdekében még arra is kísérletet tett, hogy a bahrajni karmatikat – akik maguk is iszmáiliták voltak, de a Fátimidák imámságát nem ismerték el – kibékítse Kairóval, ám hiába: al-Azíz kitért az együttműködés elől. A bahreini karmatikkal egyébként rendkívül jó viszonyt ápolt: még Mezopotámia elfoglalása előtt a maga oldalára állította az addig Izz ad-Daulával együttműködő csoportot, akik segítettek neki unokatestvére legyőzésében. Együttműködésük fejében állandó képviseletet tarthattak fenn az udvarban és jelentős birtokadományokhoz jutottak.

## Halála, örökösödése
Adud ad-Daula 981 őszén tért vissza Bagdadba, ahol megbetegedett és 16 hónap múlva, 983 márciusában meghalt. Örököséül nem elsőszülött, ám feltehetően ágyastól származó fiát, Abu l-Faváriszt szemelte ki, hanem a nála két évvel fiatalabb Abu Kálídzsár Marzubánt, aki a dajlami Gíliták utolsó uralkodójának lányától származott. A zökkenőmentes hatalomátvétel érdekében röviddel halála előtt a távoli Kermán élére nevezte ki Abu l-Faváriszt helytartónak. Szintén a trónra aspirált egy másik fia, Abu l-Huszajn Ahmad: őt már apjuk halála után küldték keletre, hogy átvegye Fársz irányítását. Vele tartott Abu Táhir Fírúzsáh nevű testvére is. Adud ad-Daula halálát mintegy három hónapon keresztül titokban tartották, addig örököse a helyetteseként kormányzott. Csak júniusban, az ásúra síita ünnepén került sor a tényleges hatalomátvételre: Abu Kálídzsár a Szamszám ad-Daula nevet vette fel.
Fivérei nem fogadták el a család addigi szokásait felrúgó örökösödést, ezért a később Saraf ad-Daula néven ismert Abu l-Favárisz Kermánból kiindulva elfoglalta Fárszot is, az oda küldött két fivér pedig Huzesztánban lázadt fel (felvett nevük: Tádzs ad-Daula és Dijá ad-Daula). A tényleges uralkodói hatalmat testvérei polgárháborúját követően egy ötödik testvér, a Bahá ad-Daula nevet kapó Abu Naszr Fírúz is megszerezte. Adud ad-Daula műve, a buvajhida birodalom megroggyant. Névleges egysége ugyan helyreállt a későbbiekben, de erejét már nem tudta visszanyerni.

## Mecenatúra és építkezések
Adud ad-Daula amellett, hogy kiemelkedő hadvezér és államszervező volt, a kultúra pártolásának és művelésének erényével is büszkélkedhetett. Az első generációs Buvajhidákkal ellentétben kitűnően tudott arabul, olyannyira, hogy maga is írt arab verseket. Sirázi udvarának húsz éven keresztül volt állandó vendége a kiváló nyelvész, Abu Ali al-Fáriszi, de 965-ben, röviddel halála előtt a kiemelkedő költő, al-Mutanabbi is felkereste őt, és néhány dicsverset is írt neki. Az irodalom és nyelvtan mellett a geometriát és asztronómiát is tanulmányozta, és számos más témájú (pl. hadísz-, jog- és orvostudományi) munka megjelenését is támogatta, amint az ajánlásokból kitűnik. Sirázi könyvtára híres volt rendkívüli gazdagságáról.
A fejedelem építkezéseivel is beírta magát a történelembe. Mindenekelőtt Fárszot, eredeti birtokát érintették fejlesztései: Sirázban hatalmas palotát és kórházat építtetett, illetve a rohamosan növekvő lakosságú város szomszédságában külön települést emelt a serege számára, amit Kard-e Fanná Huszrau („Fanná Huszrau műve”) névvel illetett. A település közelében, a Kor folyón gátat emelt, ami a mai napig működik Band-e Amir (Az emír gátja) néven. Ezzel nagy területek öntözése vált lehetővé. Szintén nevéhez fűződik a huzesztáni Kárunt és a Satt el-Arabot összekötő Haffár csatorna megásatása. Rövidebb bagdadi uralkodása alatt a mezopotámiai nagyvárosban is építtetett egy kórházat, továbbá kijavíttatta a kerbelai síita szentélyt és egy mecsetet emelt Ali imám nedzsefi sírja fölé. Némi támogatást Medinába is küldött a város falainak felújítására.

## Házasságai, utódai
Adud ad-Daulának három feleségéről tudunk, mindhárom kisebb észak-iráni fejedelmek leánya volt: a zijárida Bahisztún ibn Vusmgír, a gílita Szijáhgíl és a dajlami Mánádzir lányai jelentősen erősítették a dinasztia iráni jellegét. (A feleségekkel más rokonok is érkeztek: Mánádzir Fúládz nevű fia és Szijáhgíl lányának unokatestvére, Zijár ibn Sakrákavajh egyaránt magas rangú tiszt lett Adud ad-Daula hadseregében.)
A trónviszályokban résztvevő, fentebb említett fiúgyermekek közül csak kettejük származása bizonyos: Abu Kálidzsár anyja a gílita, Abu l-Huszajné pedig a dajlami hercegnő volt. Abu Táhir feltehetően utóbbinak teljes testvére volt, legalábbis későbbi közös fellépésükből erre lehet következtetni. Az elsőszülött Abu l-Favárisz valószínűleg egy török ágyastól származott; Abu Naszrot illetően nincsenek információink.
Adud ad-Daula legalább két lányt is nemzett: egyikük at-Tái kalifa, a másikuk a számánida fejedelem felesége lett.